# 미유키 히데토시
미유키 히데토시(일본어: 三幸 秀稔, 1993년 5월 23일~)는 일본의 전 축구선수이다.

## 구단 경력
그는 2012년부터 2023년까지 J리그의 방포레 고후, SC 사가미하라, 레노파 야마구치 FC, 쇼난 벨마레, 오미야 아르디자에서 활동하였다.